# 安博伊 (加利福尼亞州)
安博伊（英語：Amboy）是位於美國加利福尼亞州聖貝納迪諾縣的一個非建制地區。該地的面積和人口皆未知。

## 地理
安博伊的座標為35°33′25″N 115°44′42″W / 35.55694°N 115.74500°W，而該地的平均海拔高度為288米（即944英尺）。